# ويليام ميخائيل روك
ويليام ميخائيل روك (بالإنجليزية: William Michael Rooke)‏ هو عازف كمان وملحن أيرلندي، ولد في 29 سبتمبر 1794، وتوفي في 14 أكتوبر 1847 في London Borough of Hammersmith and Fulham ‏ في المملكة المتحدة.

## وصلات خارجية
- ويليام ميخائيل روك على موقع قاعدة بيانات برودواي على الإنترنت (الإنجليزية)